# Kálmán Mihalik
Kálmán Mihalik (n. 21 februarie 1896, Oravița, din Austro-Ungaria – d. 6 septembrie 1922, Seghedin, din Regatul Ungariei) a fost un compozitor maghiar, autorul melodiei "Imnului secuilor".

## Familia și studiile
Mihalik s-a născut la Oravița ca fiu al unei secuience originare din comitatul Ciuc și al unui burghez din Cașovia (azi, aparținând Slovaciei).